# لويس ياماغوتشي
لويس ياماغوتشي (باليابانية: 山口瑠伊؛ بالكانا: やまぐち るい) هو لاعب كرة قدم ياباني، ولد في 28 مايو 1998. لعب مع إكستريمادورا يونيون ديبورتيفا.

## وصلات خارجية
- لويس ياماغوتشي على موقع الاتحاد الدولي (مؤرشف)  (الإنجليزية)
- لويس ياماغوتشي على موقع رابطة كرة القدم اليابانية للمحترفين (اليابانية)
- لويس ياماغوتشي على موقع قاعدة بيانات كرة القدم.إي يو (الإنجليزية)
- لويس ياماغوتشي على موقع Soccerway.com (الإنجليزية)
- لويس ياماغوتشي على موقع عالم كرة القدم.نت (الإنجليزية)